# Axonopsis rivophila
Axonopsis rivophila är en kvalsterart som beskrevs av Herbert Habeeb 1957. Axonopsis rivophila ingår i släktet Axonopsis och familjen Axonopsidae. Inga underarter finns listade.